# Tomasz Sakiewicz

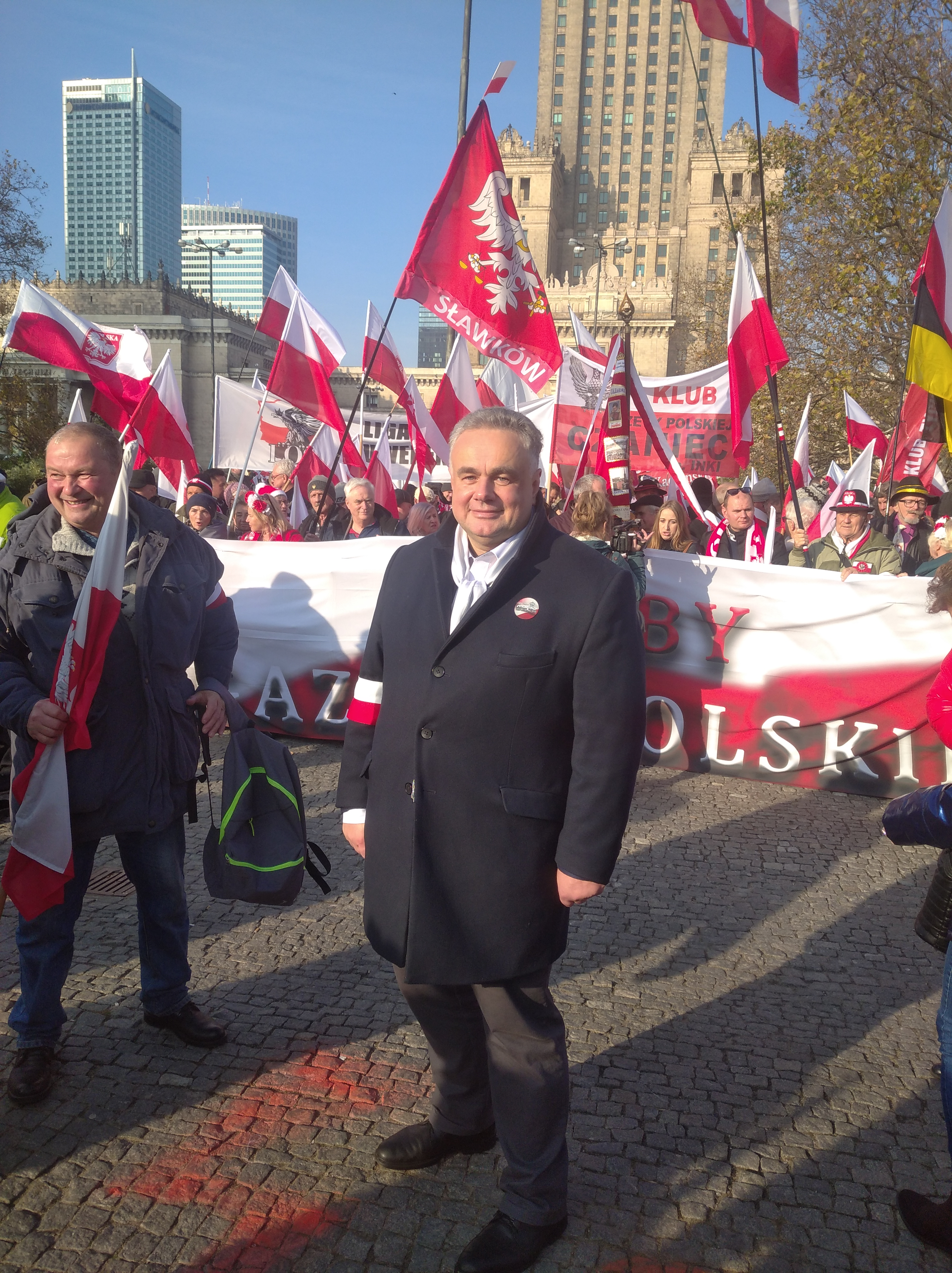
Tomasz Sakiewicz 2021 beim Unabhängigkeitsmarsch

Tomasz Sakiewicz (* 31. Dezember 1967 in Warschau, Polen) ist ein ehemaliger polnischer Oppositioneller, Journalist und Schriftsteller.

## Leben
Sakiewicz wuchs im Warschauer Stadtteil Żoliborz auf. Er studierte Psychologie mit Schwerpunkt Kinderpsychologie bis zur Scheinfreiheit, machte jedoch keinen Abschluss. Er schloss sich in den 1980er Jahren dem katholischen Widerstand gegen die Herrschaft der PZPR an. Er war Mitglied im Unabhängigen Studentenverband und Mitbegründer der Christlich-Nationalen Vereinigung. Seit 1991 zog er sich aus der aktiven Politik zurück und wurde Journalist, zunächst bei Nowy Świat und ab 1993 bei Gazeta Polska, deren Chefredakteur er seit 2005 ist. Seit 2011 ist er zudem Chefredakteur der Tageszeitung Gazeta Polska Codziennie und seit 2021 des Senders Telewizja Republika. Seit 2021 ist er ebenfalls Vorstandsvorsitzender der Telewizja Republika S.A. Daneben arbeitete er auch von 2006 bis 2009 für den staatlichen Radiosender Polskie Radio 1. Sakiewicz gilt als PiS-treu und katholisch. Als seine Konkurrenten unter den nationalkonservativen Medienmachern gelten die Zwillingsbrüder Michał Karnowski und Jacek Karnowski.